# راي وونغ
راي وونغ (بالصينية: 黃台仰) هو مصمم ديكور ‏ ودراج وسياسي هونغ كونغي، ولد في 15 سبتمبر 1993 بهونغ كونغ في الصين. حزبياً، نشط في Hong Kong Indigenous ‏.

## روابط خارجية
- راي وونغ على موقع إحصائيات الدراجات الإحترافية (الإنجليزية)